# مرحلة خروج المغلوب في دوري أبطال إفريقيا 2011
من المقرر أن تقام مباريات دور خروج المغلوب في دوري أبطال أفريقيا 2011 بين شهري سبتمبر وأكتوبر 2011. مواعيد المباريات هي: 30 سبتمبر–2 أكتوبر (المواجهة الأولى بنصف النهائي)، 14–16 أكتوبر (المواجهة الثانية بنصف النهائي)، 4–6 نوفمبر (المواجهة الأولى بالنهائي)، 11–13 نوفمبر (المواجهة الثانية بالنهائي).
جميع المباريات سوف تحسم عن طريق مواجهتين، مع احتساب الأهداف الاجمالية لتحديد الفائز. وسيتم طبيق قانون الأهداف خارج القواعد، إذا كان الفريقين لا يزالا متعادلين في النتيجة الكلية بعد المواجهة الثانية، وإذا لايزال التعادل سيد الموقف، سيحتكم الفريقين إلى ركلات الترجيح (لا يتم لعب وقت إضافي).

## الفرق المتأهلة
يشمل دور خروج المغلوب أربعة فرق: وهم فائزي وثواني المجموعات الأثنتين من دور المجموعات. سيلعب فائز المجموعة 1 مع ثاني المجموعة 2، وسيلعب فائز المجموعة 2 مع ثاني المجموعة 1 في الدور نصف النهائي. سيستضيف فائزي المجموعات المواجهة الثانية على أرضهم في كلا المواجهتين.
| المجموعة | الفائزين       | الثواني        |
| -------- | -------------- | -------------- |
| 1        | إنيمبا         | الهلال         |
| 2        | الترجي الرياضي | الوداد الرياضي |

## نصف النهائي
| الوداد الرياضي   | 0 – 1 | إنيمبا |
| ---------------- | ----- | ------ |
| باسكال أنغان 89' |       |        |

| إنيمبا | 0 – 0 | الوداد الرياضي |
| ------ | ----- | -------------- |
|        |       |                |

فاز الوداد الرياضي 1–0 في مجموع المباراتين وتأهل إلى النهائي.
| الهلال | 1 – 0 | الترجي الرياضي   |
| ------ | ----- | ---------------- |
|        |       | يوسف المساكني 4' |

| الترجي الرياضي                     | 0 – 2 | الهلال |
| ---------------------------------- | ----- | ------ |
| يوسف المساكني 52' · وجدي بوعزي 90' |       |        |

فاز الترجي الرياضي 3–0 في مجموع المباراتين وتأهل إلى النهائي.

## النهائي
| الوداد الرياضي | 0 – 0 | الترجي الرياضي |
| -------------- | ----- | -------------- |
|                |       |                |

| الترجي الرياضي | ضد | الوداد الرياضي |
| -------------- | -- | -------------- |
|                |    |                |